# Gerrit Willem van der Does
Jhr. Gerrit Willem van der Does (Arnhem, 25 november 1894 - Den Haag, 7 augustus 1972) was van 1936 tot 1962 landsadvocaat.

## Leven en werk
Van der Does werd in 1894 geboren als zoon van jhr. mr. Johan Adriaan van der Does (1866-1938), advocaat en procureur te Arnhem, en van Martina Aletta Gooszen (1867-1938) Na zijn gymnasiumopleiding in Tiel en in Arnhem diende hij vanwege de mobilisatie vijf jaar in het leger in plaats van het geplande jaar. Nog tijdens zijn diensttijd begon Van der Does met een studie rechten aan de Universiteit Leiden. In 1919 studeerde hij cum laude af. In 1921 promoveerde hij op een proefschrift over de bedrijfsorganisatie van het drukkersbedrijf. Na zijn promotie ging hij werken op het kantoor bij de toenmalige landsadvocaat mr. J.H. Telders en werd al spoedig benoemd tot plaatsvervangend landsadvocaat. Na diens aftreden werd Van der Does in 1936 benoemd tot landsadvocaat. Daarnaast was Van der Does onder meer hoofdredacteur van het advocatenblad en voorzitter van het college voor het medisch tuchtrecht.
In 2010 verscheen een rapport van het NIOD, waaruit bleek dat Van der Does, al voor zijn benoeming tot landsadvocaat, openlijk uitkwam voor zijn Duitse sympathieën en lid was van het Nationaal Front, waarvan hij zich later weer zou distantiëren. Ook schreef hij de verkiezingsbrochure voor de NSB, waarvan zijn broer, Jan van der Does, een vooraanstaand lid was. Van der Does adviseerde in juni 1940 om Nederlandse wapenfabrikanten wapens aan de Duitsers te laten leveren. Na de Tweede Wereldoorlog leidde dit niet tot zijn ontslag als landsadvocaat en ontving hij nog een ridderorde.
Van der Does trouwde op 30 maart 1932 met Vera Enthoven in Baarn. In 1967 werd hun zoon, jhr. mr. J.A.E. van der Does, benoemd tot plaatsvervangend landsadvocaat. Van der Does was ridder in de Orde van de Nederlandse Leeuw en rechtsridder in de Johanniter Orde. Van der Does overleed in augustus 1972 op 77-jarige leeftijd in Den Haag.